# Ontherus zikani
Ontherus zikani là một loài bọ cánh cứng trong họ Bọ hung (Scarabaeidae).